# اندیس منگنز جنوب لادیز
منگنز جنوب لادیز یک اندیس فلزی است که در حوالی شهر لادیز استان سیستان و بلوچستان قرار دارد و مادهٔ معدنی موجود در آن، منگنز است.سنگ میزبان این اندیس کالردملانژ است و دیرینگی آن به دوران کرتاسه بالایی-پالئوسن می‌رسد. 